# گم‌شده (فیلم ۲۰۰۸)
گم‌شده (به چینی: 深海尋人) یک فیلم ترسناک و فانتزی دراماتیک هنگ‌کنگی به کارگردانی تسوی هارک با بازی آنجلیکا لی است که در سال ۲۰۰۸ منتشر شد.

## تولید
از تصویربرداری زیر آب برای فیلمبرداری از صحنه‌های زیر آب در جزیره یوناگونی در ژاپن استفاده شد.

## انتشار
این فیلم در ۱۲ ژوئن ۲۰۰۸ در هنگ کنگ اکران شد و در جشنواره فیلم رم ۲۰۰۸ به نمایش درآمد.

## پاسخ انتقادی
این فیلم به‌طور کلی نقدهای منفی دریافت کرد.
هالیوود ریپورتر آن را «یک کار کاملاً درهم و برهم» و به این نتیجه رسید که «به‌نظر می‌رسد همه چیز به‌سرعت فیلمبرداری شده‌است.